# Beraba inermis
Beraba inermis là một loài bọ cánh cứng trong họ Cerambycidae.